# Crazy Peak
Crazy Peak je nejprominentnější vrchol státu Montana a současně nejvyšší hora pohoří Crazy Mountains.
Nachází se na severu Sweet Grass County, ve středo-jižní části Montany.
Crazy Peak je známý tím, že dramaticky vystupuje více než 1 700 metrů nad okolní prérii Velkých planin s řekou Yellowstone.
Hora je tvořená převážně žulou.